# 蔡国声
蔡国声，1941年出生，古董鉴赏家、文物学家、书法家和作家，因常受邀讲座历史鉴宝节目而知名。

## 生平
1941年生于浙江宁波市定海县，今属舟山定海区，父亲是民族资本家。1962年，赴上海古玩市场（原位于东台路，今已不存）工作，是大陆解放后首批青年文博工作者，在上海古玩市场半工半读，并在上海博物馆学习。1966年任上海市古玩市场团支部书记，同年获评上海“四好团支部标兵”，是“又红又专”典型，上海《支部生活》杂志对他做了专访。1978年，任上海仿古工艺厂厂长。后成为上海专门从事古董鉴定和文博研究的专家，并出席央视《鉴宝》、《寻宝》栏目任特邀专家而知名。也是上海电视台《好运传家宝》节目、河南电视台《华豫之门》、天津电视台《艺品藏拍》栏目特邀专家，《检察风云》杂志「鉴赏家」专栏作家、《民间收藏丛书》主编。并受聘华东师范大学、上海师范大学、北京大学资源美术学院等高等院校文博系顾问或特聘教授。现任中华人民共和国文化部艺术品评估委员会副主任。因书法出众而获选上海书法家协会理事、中国书法家协会会员。

## 荣誉
- 2000年，获中国书法家协会“德艺双馨”会员称号
- 2001年，获东方名人成就奖（首届）
- 2005年，获得中华当代杰出功勋艺术家奖
- 2006年，获紫荆花奖（香港回归十周年纪念最高艺术成就奖）
- 2007年，获“中国当代杰出艺术家”称号[5]。

## 著作
有中国文博界「萬能」和「高產專家」之称，著有专注20余本，涉及历史、美学、古董鉴定、艺术等诸多领域。
- 《珍宝鉴别指南》
- 《古玩与收藏》
- 《蔡国声隶书阿房宫赋》
- 《过眼云烟录——蔡国声谈古玩鉴赏》